# Francis Hastings Doyle
Francis Hastings Doyle (ur. 21 sierpnia 1810 w Tadcaster, zm. 8 czerwca 1888) – angielski poeta epoki wiktoriańskiej. ukończył Eton i Christ Church w Oksfordzie. Z wykształcenia był prawnikiem. W roku 1867 został honorowym profesorem poezji w Oksfordzie.